# Didier Schuller
Pour les articles homonymes, voir Schuller.
Didier Schuller est un haut fonctionnaire et homme politique français né le 8 juin 1947 à Paris.

## Biographie

### Famille
Ses deux grands-pères sont morts à Verdun pendant la Première Guerre mondiale. Il a également un oncle diplomate au Guatemala[réf. nécessaire].
Il a quatre enfants : deux d'un premier mariage et deux de son union avec Christel Delaval qui, après leur séparation, est devenue l'épouse de l'homme d'affaires Jean-Marie Messier.

### Formation
Il a été élève au lycée Janson-de-Sailly. Diplômé d'études supérieures de Droit, ancien élève de l'ENA (promotion André Malraux, 1977). Il a appartenu à la Corpo Assas.

### Carrière
Il a été membre de nombreux cabinets ministériels (sous Edgar Faure, Michel Cointat, Robert Boulin, Pierre Messmer, Olivier Stirn, Maurice Charretier). Pendant six ans il a travaillé au ministère de l'Équipement, pour aider les entreprises françaises (entre autres Bouygues, SAE ou Oger International) à s'implanter au Moyen-Orient. Il entre au bureau du Parti radical en 1977, lors de la fusion avec le Mouvement des sociaux-libéraux d'Olivier Stirn.
Il a été directeur de l'office HLM des Hauts-de-Seine de 1986 à mars 1994. Il est l'ancien chef de l'opposition municipale au maire actuel de Clichy et ancien conseiller régional d'Île-de-France[réf. nécessaire]. Il est élu conseiller général dans le canton de à Clichy en mars 1994. Sa campagne électorale a été filmée par le réalisateur Christophe Otzenberger qui en a tiré un film intitulé La Conquête de Clichy.
En décembre 1994 éclate l'affaire Schuller-Maréchal. Il s'exile le 9 février 1995 vers les Bahamas, puis Saint-Domingue. Il rentre en France en février 2002. Il publie chez Flammarion en avril 2002 Je Reviens (éd. Flammarion) et en 2007 une biographie de Porfirio Rubirosa, Rubirosa, le séducteur du diable (éd. du Moment).

### Fuite
Quand éclate l'affaire Schuller-Maréchal en 1994, Didier Schuller s'enfuit d'abord aux Bahamas avec sa compagne Christel Delaval et leurs deux enfants. Il y développe de nouveaux réseaux qui le conduiront rapidement en République dominicaine, où il mène une vie de luxe sous un faux nom, aidé par la vice-présidente du pays qui est une amie.
En 2000, Didier Schuller vivant alors avec sa compagne à Puerto Plata, participe activement à l'élection présidentielle dominicaine. Il conseillera et aidera Milagros Ortuiz Bosch, la colistière de Hipólito Mejía Domínguez. Ce dernier sera élu avec 49,87 % des voix. Son travail ainsi que le déploiement massif et inédit de moyens de tractage, de cortèges et d'affichages laissent penser que Didier Schuller a participé directement à la campagne victorieuse d'Hipólito Mejía Domínguez.
En janvier 2002, son fils Antoine, l’aîné de la famille, raconte à des journalistes de Canal+ que son père vit à Saint-Domingue. La nouvelle fera la une de tous les médias.

### Retour en France et élection présidentielle de 2002
Didier Schuller rentre en France en pleine campagne présidentielle, le 6 février 2002. Il est aussitôt mis en examen pour « trafic d’influence » et placé en détention provisoire jusqu’au 1er mars. Il publie le 5 avril 2002 son livre Je reviens. D'après les entretiens qu'il a donnés à Gérard Davet et Fabrice Lhomme, il avait alors le projet d’empêcher l’élection de Jacques Chirac lors de l'élection présidentielle de 2002 en se livrant à des révélations entre les deux tours. Il déclare : « J’étais prêt à faire des déclarations tonitruantes pour plomber Chirac. Mon objectif était de lui faire perdre l’élection de 2002 ». L'élimination de Lionel Jospin au profit de Jean-Marie Le Pen au premier tour l’a finalement empêché de réaliser son projet .

### Retour politique à Clichy puis retrait
De retour à Clichy, Didier Schuller se positionne pour les élections municipales de 2008. Une première altercation avec deux membres de l'équipe municipale en place (Mireille Gitton et Évelyne Lauer) a lieu le 5 mars 2007 lors de la fête des anciens au théâtre Rutebeuf, Didier Schuller s'étant invité pour préparer les élections municipales à venir. Mais, l'arrêt de la cour d'Appel de Paris en 2007 le rendant inéligible, il doit renoncer à se présenter à l’élection municipale de 2008. Cette inéligibilité sera annulée par la justice en 2010 en même temps que sa condamnation sera effacée de son casier judiciaire.
En novembre 2012, il annonce son intention de présenter sa candidature à Clichy-la-Garenne lors des élections municipales de 2014 et crée à cette fin un parti politique, le « Rassemblement des Clichois ». Il est soutenu par le président de l'UDI de Clichy, membre du Parti radical et conseiller municipal de la ville, Patrice Pinard ainsi que par de jeunes responsables et militants de l'UMP des Hauts-de-Seine. Il obtient l'appui du responsable des divers droite de Clichy Pierre-Marie Gouygou-Vieillefosse, celui d'Emmanuel Frantz, président du Nouveau Centre de Clichy, ainsi que celui de Pascal Athor, ancien maire-adjoint socialiste de Clichy. Il est élu conseiller municipal à Clichy-la-Garenne, après que sa liste termine en troisième position derrière celles de l'UMP et de Gilles Catoire. Il ouvre une permanence à Clichy en janvier 2013.
En mai 2015, la dernière élection municipale est annulée par le Conseil d'État et un nouveau scrutin est organisé en juin, auquel Didier Schuller ne se présente pas, déclarant se retirer de la vie politique pour se consacrer à l'écriture.

## Affaires

### Affaire Schuller-Maréchal
Le 21 décembre 1994, le docteur Jean-Pierre Maréchal, beau-père du juge Éric Halphen, est mis en examen pour trafic d’influence et extorsion de fonds. Il est accusé d’avoir voulu soutirer la somme de 20 millions de Francs au RPR, pour solliciter la clémence de son gendre.
Didier Schuller remet en présence de la Police judiciaire la somme de un million de Francs au docteur Maréchal. François Mitterrand intervient dans l'affaire qui devient alors une affaire d'État.
La Cour de cassation a donné raison jeudi 29 février 1996 au docteur Jean-Pierre Maréchal en confirmant intégralement la décision de la chambre d'accusation de la cour d'appel de Paris du 8 février 1995. La chambre criminelle a en effet rappelé la nullité des écoutes et des enregistrements de tout entretien effectué par des officiers de police judiciaire dès lors qu'ils avaient été réalisés sans l'autorisation d'un juge. La chambre criminelle a confirmé la nullité de l'intégralité de la procédure qui avait suivi parce qu'elle était fondée sur « une machination ».

### Financement occulte de ses activités politiques
Didier Schuller est suspecté d'avoir financé ses activités politiques à Clichy (Hauts-de-Seine) entre 1988 et 1995 par des entreprises de BTP en échange de l'attribution de marchés de l'Office HLM du département dont il était le directeur général.
En première instance, Didier Schuller a été condamné à cinq ans d'emprisonnement, dont deux fermes, 150 000 euros d'amende et cinq ans d'inéligibilité par le tribunal correctionnel de Créteil.
En appel, l'avocat général a requis un an d'emprisonnement ferme pour « trafic d'influence » et « recel d'abus de biens sociaux ». Le 25 janvier 2007, la cour d'appel de Paris le condamne à un an de prison ferme et deux ans avec sursis, 150 000 euros d'amende et cinq ans de privation des droits civiques, civils et familiaux pour avoir fait financer de façon occulte des activités politiques à Clichy.
Le 8 décembre 2010, la cour d'appel de Paris le rétablit dans ses droits civiques, lui permettant de reprendre sa carrière politique,. Il donne ensuite des informations à la justice concernant le patrimoine dissimulé du couple Balkany.

## Autres
Il a animé la Loge "Silence" no 490 de la Grande Loge nationale française, qui réunit plusieurs personnalités impliquées dans les multiples affaires du conseil général des Hauts-de-Seine.

## Filmographie
- 1994 : La Conquête de Clichy de Christophe Otzenberger